# دلامانيد
دلامانيد (تباع تحت اسم العلامة التجارية دلتيبا)، هو دواء يستخدم لعلاج السل. على وجه التحديد يتم استخدامه، جنبا إلى جنب مع الأدوية الأخرى المضادة للسل. للسل المقاوم للأدوية المتعددة المقاومة النشطة، تؤخذ عن طريق الفم.
وتشمل الآثار الجانبية الشائعة الصداع، والدوخة، والغثيان. وتشمل الآثار الجانبية الأخرى إطالة فترة ال كيو تي. لم يتم دراسته أثناء الحمل حتى عام 2016. يعمل ديلامانيد عن طريق منع تصنيع الأحماض الكيكولية وبالتالي زعزعة استقرار جدار الخلايا البكتيرية.
تمت الموافقة على استخدام دلامانيد للاستخدام الطبي في عام 2014 في أوروبا واليابان وكوريا الجنوبية. وهو مدرج في قائمة الأدوية الأساسية لمنظمة الصحة العالمية، وهي الأدوية الأكثر فعالية وآمنة اللازمة في النظام الصحي. واعتبارا من عام 2016، كان لدى شراكة دحر السل اتفاق للحصول على الدواء ل 1700 دولار أمريكي لكل ستة أشهر للاستخدام في أكثر من 100 بلد.

## الاستخدامات الطبية
يستخدم دلامانيد، جنبا إلى جنب مع الأدوية المضادة للسل الأخرى، وللسل المقاوم للأدوية المتعددة المقاومة النشطة.

## الآثار السلبية
وتشمل الآثار الجانبية الشائعة الصداع، والدوخة، والغثيان. وتشمل الآثار الجانبية الأخرى إطالة فترة ال كيو تي. لم يتم دراسته أثناء الحمل حتى عام 2016.
ديلامانيد يطيل فترة كيو تي.

## التفاعلات
يتم عملية الميتابولزم للعلاج ديلامانيد بواسطة انزيم الكبد CYP3A4. وبالتالي محفز قوي من هذا الإنزيم يمكن أن تقلل من فعاليتها.

## التاريخ
في المرحلة الثانية من التجارب السريرية، تم استخدام الدواء في تركيبة مع العلاجات القياسية، مثل أربعة أو خمسة من الادوية ك إيثامبوتول، إيزونيازيد، بيرازيناميد، ريفامبيسين، المضادات الحيوية أمينوغليكوسايد، والكينولونات. وكانت معدلات الشفاء أفضل بكثير في المرضى الذين أخذوا ديلامانيد بالإضافة إلى إحدى تلك العلاجات.
وأوصت الوكالة الأوروبية للأدوية بتسويق تسويق مشروط للدم في البالغين المصابين بالسل الرئوي المقاوم للأدوية المتعددة دون خيارات علاجية أخرى بسبب المقاومة أو التحمل. فاعتبرت أن البيانات تظهر أن فوائد ديلامانيد تفوق مخاطره، ولكن هناك حاجة إلى دراسات إضافية على فعاليتة على المدى الطويل.

## المجتمع والثقافة
لم يكن الدواء متاحا على الصعيد العالمي اعتبارا من عام 2015. وكان يعتقد أن التسعير سيكون مشابها ل بداكويلين، الذي لمدة ستة أشهركان حوالي 900 دولار أمريكي في البلدان منخفضة الدخل، و 3000 دولار أمريكي في البلدان المتوسطة الدخل، وثلاثون الف دولار أمريكي في البلدان ذات الدخل المرتفع. واعتبارا من عام 2016، كان لدى شراكة دحر السل اتفاق للحصول على الدواء ل 1,700 دولار أمريكي كل ستة أشهر.